# Dicranomyia basifusca
Dicranomyia basifusca är en tvåvingeart som beskrevs av Alexander 1919. Dicranomyia basifusca ingår i släktet Dicranomyia och familjen småharkrankar. Inga underarter finns listade i Catalogue of Life.